# Andréa Mimosette Moussol
Andréa Mimosette Moussol, née le 7 janvier 2000 à Yaoundé, est une joueuse camerounaise de volley-ball.

## Carrière

### En club
Andréa Mimosette Moussol a évolué au club de Nyong-Ekellé. De 2021 à 2025, elle évolue en France à l'Entente Saint-Chamond Volley. Lors de l'été 2025, elle signe à la SES Calais (Elite féminine).

### En sélection
Andréa Mimosette Moussol remporte avec l'équipe du Cameroun féminine de volley-ball le Championnat d'Afrique féminin de volley-ball 2021.